# 데이비드 H. 허블
데이비드 헌터 허블(영어: David Hunter Hubel, FRS, 1926년 2월 27일 ~ 2013년 9월 22일)은 캐나다 출신의 미국의 신경생리학자이다. 1981년에 대뇌반구의 기능과 시각정보화 과정에 관한 연구로 토르스텐 비셀과 함께 노벨 생리학·의학상을 수상했다.

## 수상 경력
- 1978년 : 루이자 그로스 호르위츠상
- 1980년 : 딕슨상
- 1981년 : 노벨 생리학·의학상

## 회원
- 1982년 : 왕립학회 외국인 회원[2][3]